# 坝洒口岸
坝洒口岸，是位于云南省红河哈尼族彝族自治州河口瑶族自治县的一个口岸。与该口岸相对的是越南老街省的本域口岸。
口岸因位处坝洒而得名，位于河口县坝洒国营农场红河岸边97号界碑处，为渡口通道。
1954年根据中国云南省与越南老街省达成的开放边境小额贸易的协定，正式开放坝洒口岸为省级口岸。1978年关闭，1991年（一说1989年3月）恢复开展边民互市。
2023年，越南政府总理批准《2021-2030年越中陆地边境口岸规划》，拟升级老街本域—云南坝洒口岸为国际口岸。